# Камелик
Камелик (на руски: Камелик) е река в Самарска и Саратовска област на Русия, ляв приток на Голям Иргиз (ляв приток на Волга). Дължина 222 km. Площ на водосборния басейн 9070 km².
Река Камелик води началото си от северния склон на възвишението Общ Сърт, на 140 m н.в., в село Нови Камелик, в южната част на Самарска област. След 10 km навлиза в Саратовска област, като до устието на река Таловая тече в южна, до устието на река Болшой Камишлак – в западна, а след това до устието си – в северозападна посока, в широка и плитка долина, като силно меандрира. Влива се отляво в река Голям Иргиз (ляв приток на Волга), при нейния 406 km, на 28 m н.в., на 2 km югозападно от село Клевенка в източната част на Саратовска област. Основните ѝ притоци са леви: Таловая (77 km), Болшой Камишлак (Солянка, 60 km), Болшая Чаликла (155 km). Има смесено подхранване с преобладаване на снежното. Камелик е типична степна река с ясно изразено пролетно пълноводие и лятно и есенно маловодие, като системно пресъхва в горното течение, а през зимата замръзва до дъно. Среден годишен отток на 21 km от устието 10,1 m³/s. Замръзва през ноември, а се размразява през април. По течението ѝ са разположени множество, предимно малки населени места, в т.ч. районният център село Перелюб в Саратовска област.